# Chronologisches Projekt Xia–Shang–Zhou
Als Chronologisches Projekt Xia–Shang–Zhou (夏商周断代工程,  Xià Shāng Zhōu Duàndài Gōngchéng, in Kurzform auch als XSZ-Projekt oder XSZCP bezeichnet) wird ein interdisziplinäres Forschungsprojekt bezeichnet, welches von der Volksrepublik China damit beauftragt wurde, Details zu den örtlichen und insbesondere zeitlichen Umständen der frühesten chinesischen Dynastien herauszufinden – der Xia-Dynastie, der Shang-Dynastie und der Zhou-Dynastie. Leiter der insgesamt mehr als 200 Experten umfassenden Forschungsgruppe war Professor Li Xueqin von der Tsinghua-Universität in Peking. Das ehrgeizige Projekt wurde innerhalb des neunten chinesischen Fünfjahresplans finanziert und umgesetzt, welcher 1996 beschlossen wurde. Ergebnisse des Forschungsprojekts wurden im Oktober 2000 vorgestellt.
Forscher außerhalb der Volksrepublik haben seither Kritik an der Methodik und den Ergebnissen geübt, welche innerhalb der VR China nicht zur Diskussion stehen. Politische Hauptmotivation sei es gewesen, die nationale Kontinuität der sprichwörtlichen 5000-jährigen Geschichte Chinas faktisch zu untermauern.

## Hintergrund
Das traditionelle Geschichtsbild des Alten China wurde maßgeblich geformt durch Sima Qian, der etwa in den Jahren 145 bis 90 vor Christus unter der Frühen Han-Dynastie lebte. Sein großes Geschichtswerk Shiji (Aufzeichnungen des Chronisten) führte den Leser von den Urkaisern über die Königreiche der Xia-, Shang- und Zhou-Dynastien bis hin zu den damals zeitgenössischen Qin- und Han-Dynastien. Sima Qians Quellenmaterial ist heute weitgehend verschollen, doch bereits er hatte Mühe damit, Ereignisse vor der Regentschaft des Gong He zu rekonstruieren, welcher von 841 bis 827 anstelle des exilierten Zhou-Königs regiert hatte. Während Sima Qian ab 841 vor Christus mit einer jährlichen Chronologie aufwarten konnte, beschränkten sich seine Berichte zu den noch davor liegenden Zeiträumen auf Königslisten und vereinzelte, besondere Ereignisse. Auch nachfolgenden Gelehrten gelang es nicht, genauere Erkenntnisse zur chinesischen Chronologie vor diesem Datum zu liefern.
Viele Elemente dieses traditionellen Geschichtsbilds, insbesondere die frühesten Teile, waren erkennbar mythisch. In den 1920ern erkannten Anhänger der Yigupai-Schule (Schule der Zweifel an der Antike), darunter Gu Jiegang, dass die historischen Figuren, die in die frühesten Zeiträume gesetzt wurden, aus späterer Literatur stammten. Dies führte dazu, dass angenommen wurde, dass die Geschichtsschreibung nachträglich immer weiter zurückgreifende Ebenen und Mythen erstellt hatte (sogenannte Erfundene Tradition). Der sich aufdrängende Verdacht war, dass die Xia- oder sogar die Shang-Dynastien eine bloße Erfindung der Zhou-Ära gewesen seien, welche auf diese Weise die Doktrin des Himmelsmandats rechtfertigen wollte.

Orakelknochen aus der Zeit des Shang-Königs Wu Ding

Allerdings hatte bereits 1899 der Gelehrte Wang Yirong die ersten Orakelknochen als frühe Form chinesischer Schriftkultur identifiziert. 1928 gelang es, auch den Fundort dieser Orakelknochen ausfindig zu machen, die einstige Shang-Stätte Yinxu, auf welche sich in der Folgezeit Ausgrabungen konzentrierten. Es stellte sich heraus, dass diese Knochen den letzten neun Shang-Königen ab Wu Ding zugeordnet werden konnten; und dass die so rekonstruierte Reihenfolge dieser Herrscher ungefähr zu der Überlieferung des Sima Qian passte. Archäologen konzentrierten sich seither auf das Tal des Gelben Flusses in Henan als wahrscheinlichste Fundstelle zu den frühen Dynastien. So wurden in den frühen 1950ern nahe Zhengzhou Überreste der Erligang-Kultur gefunden, und 1959 nahe Yanshi/Luoyang die Stätte der Erlitou-Kultur. Radiokarbonuntersuchungen legten nahe, dass die palastbauende Erlitou-Kultur um 2100 bis 1800 vor Christus einen organisierten Staat besaß. Durch neuere Funde von weiteren Kulturen in Sichuan und im Jangtse-Tal (Sanxingdui, Panlongcheng und Wucheng-Stätte) verkompliziert sich die Forschungslage, da diese Kulturen nicht in das somit überholte Bild der Erlitou-Kultur als herausragendster Hochkultur ihrer Zeit passen.
Bis in die Mitte des 20. Jahrhunderts verwendeten die meisten Geschichtswerke für die Vorgeschichte eine „traditionelle“ Chronologie, welche von dem antiken Historiker Liu Xin berechnet worden war. Aufgrund der jüngeren Entdeckungen schlug die moderne Wissenschaft seither jedoch eine kürzere Chronologie vor. Diese verlegte etwa die Eroberung des Shang-Reiches durch die Zhou in das 11. Jahrhundert, ein Ereignis, welches bis dahin in das 12. Jahrhundert datiert worden war.
1994 zeigte sich Staatskommissar Song Jian bei einem Ägyptenbesuch höchst beeindruckt von der dortigen und gut erforschten Chronologie, die bis in das 3. Jahrtausend vor Christus zurückreicht. Er forderte eine vergleichbare Erforschung der chinesischen Geschichte. Das Projekt wurde dann 1996 angestoßen.

## Methodik
Das Projekt sollte einen Einklang finden zwischen astronomischen Erkenntnissen, archäologischen Ausgrabungen, Radiokarbondatierungen und weiteren Datierungsmethoden, sowie die Textanalysen von traditioneller Geschichtsüberlieferung. Einige spezielle Wendepunkte erhielten besondere Aufmerksamkeit.

### Westliche Zhou-Könige
Die zeitgenössische Beleglage zur Westlichen Zhou-Dynastie umfasst tausende von Bronzegegenständen, von denen viele beschriftet sind. 60 dieser Gefäße tragen Inschriften, etwa zum 60-Jahre-Zyklus, Mondphasen oder sogar Monats- und Jahresangaben zur Regierungsdauer des amtierenden Herrschers, welcher allerdings meist aufgrund des Namenstabus ungenannt bleibt. Auch ungewöhnliche astronomische Ereignisse wurden festgehalten. Ein Schlüsseldatum war etwa die Thronbesteigung von Zhou Yi Wang: Laut den alten Bambusannalen soll damals ein Tag zweimal gedämmert haben, was nach einer Theorie des Koreaners Pang Sunjoo auf eine Ringförmige Sonnenfinsternis im Jahr 899 hinweisen könnte. Andere Wissenschaftler zweifeln bei diesem Punkt sowohl diese Textinterpretation als auch die astronomischen Berechnungen an.

### Wus Eroberung der Shang
Das wohl einschneidendste Ereignis, welches datiert werden muss, ist die Eroberung des Shang-Reiches durch Zhou Wu Wang, welches in der traditionellen Geschichtsschreibung mit der Schlacht von Muye beschrieben wird. Der Ort dieser Schlacht konnte noch nicht identifiziert werden, und auch bezüglich des Zeitpunktes gab es vor dem XSZ-Projekt bereits 44 verschiedene Vorschläge innerhalb des Zeitraums von 1130 bis 1018 vor Christus. Besonders populär waren die Jahre 1122 und 1027: Ersteres war von Liu Xin berechnet worden, das letztere geht aus den alten Bambusannalen hervor, welche für die westliche Zhou-Dynastie eine Dauer von 257 Jahren angeben, sodass von dem gut bekannten Ende der Dynastie im Jahr 770 vor Christus zurückgerechnet werden kann.
Weitere Dokumente bringen zu diesem Ereignis astronomische Beobachtungen:
- Das Han Shu zitiert aus einem verlorenen Kapitel aus dem Buch der Urkunden und könnte möglicherweise eine Mondfinsternis kurz vor Wus Feldzug beschreiben. Deren Datum wird in Monaten und Tagen innerhalb des 60-Jahre-Zyklus angegeben.[1][12]
- Eine Passage des Guoyu gibt die Positionen von Sonne, Mond, Jupiter und zwei Fixsternen für den Tag an, an dem Wu die Shang attackierte.[1][12]
- Die aktuellen Bambusannalen erwähnen das Vorkommen von Konjunktionen aller fünf Planeten sowohl vor wie auch nach der Zhou-Eroberung. Gemäß Texten der Han-Ära sei die erste dieser Konjunktionen im 32. Jahr des letzten Xia-Herrschers gewesen. Für diese seltenen Ereignisse kommen der 28. Mai 1059 und der 26. September 1019 in Frage. Die Positionen im Himmel wurden zwar verkehrt herum beschrieben; doch zur Zeit der Niederschrift Jahrhunderte nach dem Ereignis sei es nicht möglich gewesen, die Konstellationen mit Bezug auf selbst gewählte Daten zurückzurechnen.[13]

Das Projekt verfolgte die Strategie, zuerst mithilfe archäologischer Befunde die Auswahl der Datierungsmöglichkeiten zu verringern, um die übriggebliebenen Daten mit den astronomischen Angaben zu vergleichen. Zwar fanden sich bislang keine Spuren von Wus Feldzug, doch die Feng-Hao-Stätte der ehemaligen Zhou-Hauptstadt Fengxi ist ausgegraben und die Schichten der vor-Zhou-Zeit konnten identifiziert werden. Radiokarbondatierungen von dort, von Yinxu und anderen frühen Zhou-Stätten mithilfe der wiggle matching-Methode ergaben einen Zeitraum für die Eroberung zwischen 1050 und 1020 vor Christus. Nur der 20. Januar 1046 passt in dieser Zeit mit allen astronomischen Beobachtungen überein.
Von anderen Wissenschaftlern kamen verschiedene Kritikpunkte zu diesem Prozess: Die Zuordnung der Schichtzuordnungen zum Zeitpunkt der Eroberung sei zu ungewiss; die Radiokarbondatierung habe mit 68 % ein zu geringes Vertrauensintervall gegenüber der üblichen Anforderung von 95 %; dies hätte auch einen größeren Zeitraum ergeben müssen. Einige herangezogene astronomische Beobachtungen seien sehr fragwürdig, beispielsweise konnte ein Schlüsseltext auch auf verschiedene Weisen interpretiert werden, wobei eine alternative Lesung den 9. Januar 1044 indiziert hätte.

### Späte Shang-Könige
Für die Shang liegen mit den Orakelknochen weitaus weniger gute Schriftzeugnisse vor, die auch nur den Tag innerhalb des 60-Jahre-Zyklus aufzeichneten. Für die letzten zwei Shang-Könige wurde ein längerer Ritualzyklus angenommen. Erwähnungen von fünf Mondfinsternissen in den Weissagungen der Orakelknochen aus der Zeit von Wu Ding und Zu Geng wurden mit Ereignissen des Zeitraums 1201 bis 1181 identifiziert, woraus für Zu Gengs Herrschaft ein Startdatum errechnet wurde. Danach wurde für Wu Dings Herrschaft das Startdatum aus dem Buch der Dokumente abgeleitet, wonach er 59 Jahre regiert haben soll.

### Frühe Shang und Xia

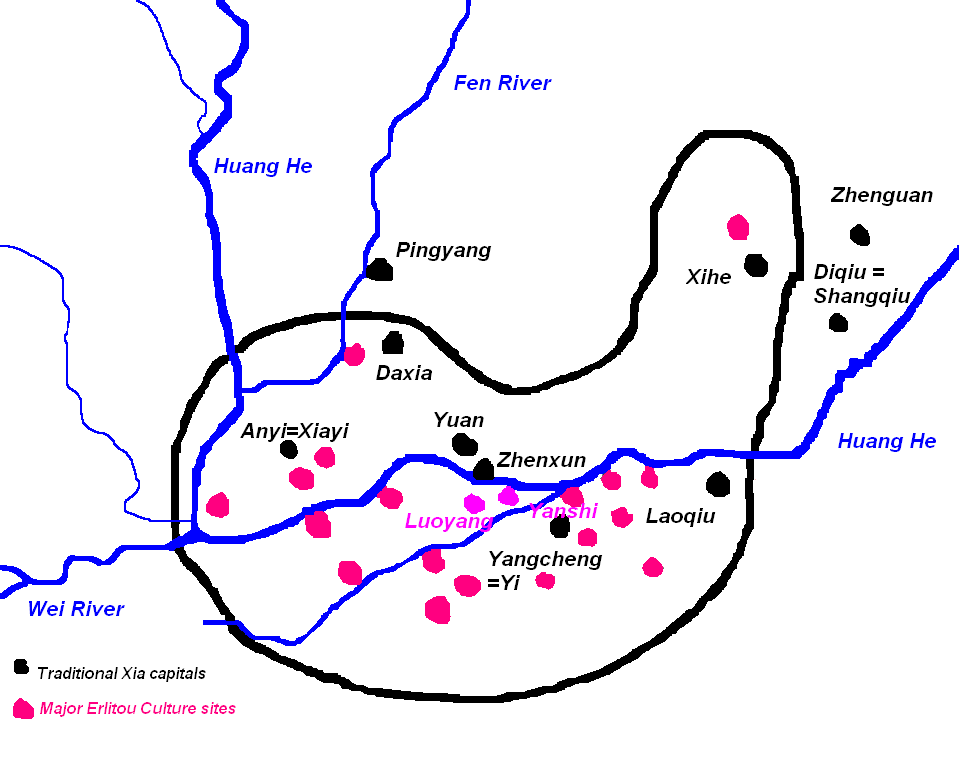
Wichtige Erlitou-Stätten und Xia-Hauptstädte laut traditioneller Überlieferung. (nach Kwang-chih Chang, The Archaeology of Ancient China, 1986)

Gemäß traditioneller Überlieferung verlagerte Pan Geng, ein Vorgänger von Wu Ding, die Shang-Hauptstadt zu dessen endgültiger Stelle, welche allgemein mit Yinxu in Anyang gleichgesetzt wird. Verschiedene Interpretationen der Bambusannalen lassen die Annahme zu, dass 253, 273 oder 275 Jahre zwischen diesem Ereignis und der Eroberung durch die Zhou gelegen haben könnten. Das XSZ-Projekt legte sich auf das kürzeste dieser Intervalle fest.
Die vier Phasen der Erlitou-Kultur wurden von verschiedenen prominenten Archäologen auf unterschiedliche Weisen zwischen den Xia und den Shang aufgeteilt. Das XSZ-Projekt wies alle vier Phasen der Shang-Kultur zu, mit dem Argument, dass der Bau der befestigten Stadt von Yanshi mit der Gründung der Shang-Dynastie einhergegangen sein müsse. Die Zeit der Xia-Dynastie wurde berechnet anhand der Bambusannalen sowie einer Konjunktion während der Herrschaft des ersten Xia-Königs Yu, die aus späteren Texten hervorging. Weil diese Periode länger währte als die Zeit, welche von der Erlitou-Kultur abgedeckt wird, wies das Projekt auch die späten Phasen der Wangwan III-Variante der Longshan-Kultur der Xia-Dynastie zu.

## Resultierende Herrscherchronologie
Das Chronologieprojekt beschloss seine Arbeit mit präzisen Daten für alle Herrscher ab Wu Ding, den Shang-König, von dem die ältesten Orakelknochenfunde dokumentiert sind. Alle zuvorigen Daten werden nur als Schätzwerte angegeben:
- Das Aufkommen der Xia-Dynastie wurde auf ungefähr das Jahr 2070 vor Christus datiert (traditionelle Überlieferungen nehmen das Jahr 2205 an)
- Das Aufkommen der Shang-Dynastie wurde auf ungefähr 1600 vor Christus datiert (Cambridge History nimmt 1570 an, die Tradition das Jahr 1766)
- Pan Geng soll die Shang-Hauptstadt ungefähr 1300 vor Christus nach Yinxu verlegt haben.

Im Folgenden sind die ermittelten Herrscherdaten ab Wu Ding aufgelistet und werden mit den zuvor etablierten Daten der Cambridge History of Ancient China sowie der Geschichtsschreibung des Liu Xin verglichen:
| Dynastie | König     | Herrschaftsbeginn (v. Chr.) | Herrschaftsbeginn (v. Chr.) | Herrschaftsbeginn (v. Chr.) |
| Dynastie | König     | XSZ-Projekt                 | Cambridge History           | Traditionell (Liu Xin)      |
| -------- | --------- | --------------------------- | --------------------------- | --------------------------- |
| Shang    | Wu Ding   | 1250                        | vor 1198                    | 1324                        |
| Shang    | Zu Geng   | 1191                        | nach 1188                   | 1265                        |
| Shang    | Zu Jia    | –                           | ca. 1177                    | 1258                        |
| Shang    | Lin Xin   | –                           | ca. 1157                    | 1225                        |
| Shang    | Kang Ding | –                           | ca. 1148                    | 1219                        |
| Shang    | Wu Yi     | 1147                        | ca. 1131                    | 1198                        |
| Shang    | Wen Ding  | 1112                        | ca. 1116                    | 1194                        |
| Shang    | Di Yi     | 1101                        | 1105                        | 1191                        |
| Shang    | Di Xin    | 1075                        | 1086                        | 1154                        |
| Zhou     | Wu        | 1046                        | 1045                        | 1122                        |
| Zhou     | Cheng     | 1042                        | 1042                        | 1115                        |
| Zhou     | Kang      | 1020                        | 1005                        | 1078                        |
| Zhou     | Zhao      | 995                         | 977                         | 1052                        |
| Zhou     | Mu        | 976                         | 956                         | 1001                        |
| Zhou     | Gong      | 922                         | 917                         | 946                         |
| Zhou     | Yi (Jian) | 899                         | 899                         | 934                         |
| Zhou     | Xiao      | 891                         | 872?                        | 909                         |
| Zhou     | Yi (Xie)  | 885                         | 865                         | 894                         |
| Zhou     | Li        | 877                         | 857                         | 878                         |

## Rezeption
Das Projekt veröffentlichte 2000 einen vorläufigen Abschlussbericht. Dieser Abschlussbericht war zentrales Thema der Jahreskonferenz der Association for Asian Studies im Jahr 2002 und wurde bei der Gelegenheit von (westlicher) wissenschaftlicher Seite kritisch evaluiert. Dabei gab es Wissenschaftler, die die Methodik teilweise verteidigten, der Sinologe David Nivison jedoch erklärte „nahezu jedes einzelne Ergebnis [...] für falsch“, da wissenschaftliche Standards zur Falsifikation und Berücksichtigung alternativer Theorien missachtet worden seien.
Es wurden keine weiteren Berichte veröffentlicht; eine anberaumte internationale Konferenz zur weiteren Diskussion im Oktober 2003 wurde aufgrund des SARS-Ausbruchs zunächst verschoben, dann abgesagt.
Die westliche Presse bedachte das Projekt insbesondere mit kritischen Stimmen zur (Nicht-)Vereinbarung von Nationalismus und Wissenschaft. Es sei ein maßgeblich politisches Projekt und weniger ein archäologisches. Ziel sei es, die chinesische Nation zu glorifizieren und den ethnozentrischen Han-Nationalismus in China zu fördern, was zu außenpolitischen Spannungen führen könne. Die Existenz der Xia-Dynastie sei als gegeben angenommen worden; und in einem eng gefassten Zeitrahmen ein letztgültiges Endergebnis erwartet und geliefert worden – dies vergifte die Forschungsatmosphäre. Neben diesen genannten Zielsetzungs- und den methodischen Bedenken waren Forscher auch besorgt, dass das Projekt der Archäologie nur die Rolle der Bestätigung eines Narrativs zugewiesen habe, die Archäologie damit als Hilfswissenschaft zur Historiographie benutzt worden sei. Die chinesische Geschichte sei komplexer und vielfältiger als eine Abfolge von fast gleichartigen chinesischen Nationalstaaten.
Allerdings beobachtete Lee Yun Kuen, dass Mitglieder der Forschungsgruppe durchaus eigene Meinungen vertreten hätten, auch gegenüber dem Leiter des Teams. Dies sei ein starkes Zeichen gewesen, dass Daten nicht aufgrund politischer Erwägungen oder Beschlüssen von oben festgelegt worden seien, und dass die Detailfragen unbeeinflusst von der Politik gewesen seien. Chinesische Forscher selbst betrachteten die Daten als „bestes aktuell erzielbares Ergebnis“ und hofften nach der Wiederbelebung ihres Fachs auf weitere Forschungsmöglichkeiten. Tatsächlich wurde 2004 ein Folgeprojekt zur „Erforschung des Ursprungs der chinesischen Zivilisation“ gestartet, was den Angaben zufolge noch weiter in die Frühzeit zurückreichen will.
In China werden die Ergebnisse mittlerweile als festgeschriebene Lehrmeinung angesehen. Die Daten werden entsprechend gelehrt, publiziert und wurden sogar bereits in einem Monument verewigt. Nach offiziellen Verlautbarungen sei das Projekt erfolgreich abgeschlossen worden, die verlässliche Chronologie sei um 1229 Jahre nach hinten verlängert worden, womit China nun über 4200 Jahre datierter Geschichte verfüge.